# Plantation Island
Plantation Island è un census-designated place degli Stati Uniti d'America, situato nella parte sudoccidentale della Contea di Collier dello Stato della Florida.
Secondo le statistiche del 2010, la città ha una popolazione di 202 abitanti su una superficie di 1,50 km².